# Обыкновенные потто
Обыкновенные потто (лат. Perodicticus) — род приматов из семейства лориевых (Lorisidae). 

## Классификация
Выделяют три вида обыкновенных потто. Ранее этих животных относили к одному виду Perodicticus potto, который был разделён в начале XXI века на основе данных митохондриальной ДНК, а также различий в размерах тела и морфологии черепа.
| Вид                                     | Охранный статус | Распространение и рацион питания |
| --------------------------------------- | --------------- | --- |
| Perodicticus edwardsi                   | [ 7 ]           | Нигерия, Камерун, Центральноафриканская Республика, Экваториальная Гвинея, Габон, Республика Конго, Демократическая Республика Конго, Ангола. Рацион питания включает в себя насекомых, брюхоногих и фрукты.     |
| Perodicticus ibeanus                    | [ 9 ]           | Демократическая Республика Конго, Бурунди, Руанда, Уганда, Кения. Питается фруктами, камедью, нектаром и беспозвоночными, реже мхом, беспозвоночными и птичьими яйцами.                                          |
| Perodicticus potto — Обыкновенный потто | [ 11 ]          | Сенегал, Гамбия (?), Гвинея, Гвинея-Бисау (?), Сьерра-Леоне, Либерия, Кот-д’Ивуар, Гана, Того, Бенин, Нигерия. В рацион питания вида входят фрукты, членистоногие, насекомые и яйца, а также мелкие позвоночные. |

## Описание
Длина тела потто составляет от 30 до 40 см, рудиментарный хвост длиной от 3 до 10 см. Масса составляет от 0,9 до 1,6 кг. Шерсть густая и пушистая, её окрас варьирует сверху от серого до красно-коричневого цвета, нижняя часть тела светлее. Указательный палец редуцирован, а большой палец противопоставлен остальным трём пальцам, что даёт возможность обхватить ветвь. На втором пальце задних конечностей имеется коготок. Остистые отростки первого грудного и последнего шейного позвонков сильно выступают назад, образуя на шее бугорок.

## Распространение
Потто обитают в тропической Африке, область распространения рода простирается полосой от Гвинеи до Демократической республики Конго и западной Кении. Типичные местообитания — это леса с густым подлеском, вторичные леса, а также горные леса до высоты 2600 м над уровнем моря.

## Образ жизни
Потто — это ночные обитатели деревьев, которые в течение дня спят в густой листве и никогда не спускаются на землю. Их движения медленны и осторожны как у всех лори, они твёрдо хватаются за ветви и их очень трудно оторвать от них силой. Они держатся на деревьях чаще на высоте от 5 до 30 м.
Потто имеют устойчивые участки, с территории которых активно прогоняются однополые сородичи, тем не менее, участки самца и самки могут перекрываться. Участок самок площадью от 6 до 9 га, самцов — от 9 до 40 га. Животные помечают свою территорию на ветвях мочой.
В отличие от других лори потто питаются преимущественно плодами, иногда также древесными соками и насекомыми.

## Размножение
После примерно 170-дневного периода беременности самка приносит одного, реже двух, детёнышей. Сначала они цепляются за живот матери, позже за её спину или прячутся во время поиска корма в листве. Примерно через 4—5 месяцев они отучаются от матери, а возрасте примерно 1,5 года они становятся половозрелыми. В неволе продолжительность жизни составляет 26 лет.